# シェションク4世
シェションク4世（Sheshonk IVまたはShoshenq IV、在位：紀元前798 - 785年頃）は古代エジプト第22王朝の第6代ファラオ。即位名は「明るきはラーの出現、ラーに選ばれしもの」を意味するヘジュケペルラー・セテプエンラー。

## 概要
研究者の間では長年、シェションクの名で知られる王たちの内、ヘジュケペルラーの即位名を使用したのは初代のシェションク1世だけだと考えられていた。だが80年代以降の研究でヘジュケペルラーを名乗った同名の王が他にも存在した可能性が浮上した。
第22王朝時代の王が残した記念物や文書の中にはシェションク・メリアメン・サバスト・ネチェルヘカオンという王名を記した物が散見される。サバストはオソルコン2世の治世から、ネチェルヘカオンはそれ以降の王たちの時代から用いられた名前であるため、この長い名前を使用した王が少なくともシェションク3世(彼はオソルコン2世の後継者であることが確定している)よりも後の人物であることが想定された。
また、タニスのシェションク3世墓からは、シェションク3世自身の石棺以外にも、明らかに後から入れられたと分かる被葬者不明の石棺が、ヘジュケペルラー・シェションクの名を刻印したカノプス壺と共に見つかっている 。
こうした幾つかの論拠から、ドドソンをはじめとする何人かの研究者たちはもう一人のヘジュケペルラー・シェションク王がシェションク3世の継承者であったと結論付け、シェションク4世の名を適用した。また、それまで暫定的にシェションク4世の名で呼ばれてきた第23王朝のウセルマアトラー・メリアメン・シェションクはシェションク6世という呼び名に改められた。
また、前述のカノプス壺に記された日付から、約10年間の治世がシェションク4世に割り振られ、通説で50年近く在位したと考えられていたシェションク3世の治世は40年弱に短縮された。